# Torneo del Interior B 2017
El Torneo del Interior B 2017 fue la décima tercera edición de la segunda competencia de clubes del interior más importante de rugby en Argentina, después del Torneo de interior A.
Carrasco Polo se consagró campeón al derrotar a Universitario (C) por 42 a 8.

## Forma de disputa
El torneo contó con cuatro zonas de 4 equipos. Se jugó todos contra todos a dos ruedas, dónde los 2 primeros avanzaron a la siguiente fase.

## Equipos
| Torneo     | Equipo                         | Ciudad                |
| ---------- | ------------------------------ | --------------------- |
| NOA        | Lawn Tennis                    | San Miguel de Tucumán |
| NOA        | Santiago Lawn Tennis           | Santiago del Estero   |
| Litoral    | Universitario de Santa Fe      | Santa Fe              |
| Litoral    | Provincial                     | Rosario               |
| Cuyo       | Banco                          | Mendoza               |
| Cuyo       | Teqüe                          | Mendoza               |
| Córdoba    | Universitario (C)              | Córdoba               |
| Córdoba    | Córdoba Rugby                  | Córdoba               |
| Pampeano   | Los Cardos                     | Mar del Plata         |
| Pampeano   | Universitario de Mar del Plata | Mar del Plata         |
| Patagónico | Marabunta                      | Cipolletti            |
| Patagónico | Bigornia                       | Rawson                |
| NEA        | Sixty                          | Resistencia           |
| NEA        | San Patricio                   | Corrientes            |
| Uruguay    | Trébol                         | Paysandú              |
| Uruguay    | Carrasco Polo                  | Montevideo            |

### Distribución geográfica de los equipos
| Jurisdicción                     | Cant. | Equipos                                    |
| -------------------------------- | ----- | ------------------------------------------ |
| Provincia de Córdoba             | 2     | Universitario (C), Córdoba Rugby           |
| Provincia de Mendoza             | 2     | Teqüe, Banco                               |
| Provincia de Santa Fe            | 2     | Universitario de Santa Fe, Provincial      |
| Uruguay                          | 2     | Trébol, Carrasco Polo                      |
| Provincia de Buenos Aires        | 2     | Universitario de Mar del Plata, Los Cardos |
| Provincia de Tucumán             | 1     | Lawn Tennis                                |
| Provincia de Chaco               | 1     | Sixty                                      |
| Provincia de Río Negro           | 1     | Marabunta                                  |
| Provincia de Santiago del Estero | 1     | Santiago Lawn Tennis                       |
| Provincia de Corrientes          | 1     | San Patricio                               |
| Provincia de Chubut              | 1     | Bigornia                                   |

## Primera fase

### Zona 1
| Equipos             | Encuentros | Encuentros | Encuentros | Encuentros | Puntos |
| Equipos             | PJ         | PG         | PE         | PP         | Puntos |
| ------------------- | ---------- | ---------- | ---------- | ---------- | ------ |
| Universitario (MDP) | 3          | 3          | 0          | 0          | 13     |
| Marabunta           | 3          | 2          | 0          | 1          | 8      |
| Bigornia            | 3          | 1          | 0          | 2          | 5      |
| Los Cardos          | 3          | 0          | 0          | 3          | 1      |

### Zona 2
| Equipos           | Encuentros | Encuentros | Encuentros | Encuentros | Puntos |
| Equipos           | PJ         | PG         | PE         | PP         | Puntos |
| ----------------- | ---------- | ---------- | ---------- | ---------- | ------ |
| Provincial        | 3          | 3          | 0          | 0          | 14     |
| Universitario (S) | 3          | 2          | 0          | 1          | 9      |
| San Patricio      | 3          | 1          | 0          | 2          | 5      |
| Sixty             | 3          | 0          | 0          | 3          | 1      |

### Zona 3
| Equipos           | Encuentros | Encuentros | Encuentros | Encuentros | Puntos |
| Equipos           | PJ         | PG         | PE         | PP         | Puntos |
| ----------------- | ---------- | ---------- | ---------- | ---------- | ------ |
| Universitario (C) | 3          | 2          | 0          | 1          | 10     |
| Carrasco Polo     | 3          | 2          | 0          | 1          | 9      |
| Córdoba Rugby     | 3          | 2          | 0          | 1          | 8      |
| Trébol            | 3          | 0          | 0          | 3          | 0      |

### Zona 4
| Equipos              | Encuentros | Encuentros | Encuentros | Encuentros | Puntos |
| Equipos              | PJ         | PG         | PE         | PP         | Puntos |
| -------------------- | ---------- | ---------- | ---------- | ---------- | ------ |
| Lawn Tennis          | 3          | 3          | 0          | 0          | 14     |
| Teqüe                | 3          | 2          | 0          | 1          | 8      |
| Santiago Lawn Tennis | 3          | 1          | 0          | 2          | 6      |
| Banco                | 3          | 0          | 0          | 3          | 2      |

## Fase Final

### Cuadro de desarrollo
|  | Cuartos de final    | Cuartos de final |                   |                   | Semifinales | Semifinales |  |               | Final     | Final     |  |
|  | 1/4/2017            | 1/4/2017         |                   |                   | 8/4/2017    | 8/4/2017    |  |               | 15/4/2017 | 15/4/2017 |  |
|  |                     |                  |                   |                   |             |             |  |               |           |           |  |
|  |                     |                  |                   |                   |             |             |  |               |           |           |  |
|  | Universitario (MDP) | 13               |                   |                   |             |             |  |               |           |           |  |
|  | Universitario (MDP) | 13               |                   |                   |             |             |  |               |           |           |  |
|  | Carrasco Polo       | 18               |                   |                   |             |             |  |               |           |           |  |
|  | Carrasco Polo       | 18               |                   | Carrasco Polo     | 42          |             |  |               |           |           |  |
|  |                     |                  |                   | Carrasco Polo     | 42          |             |  |               |           |           |  |
|  |                     |                  | Provincial        | 8                 |             |             |  |               |           |           |  |
|  | Provincial          | 39               | Provincial        | 8                 |             |             |  |               |           |           |  |
|  | Provincial          | 39               |                   |                   |             |             |  |               |           |           |  |
|  | Teqüe               | 27               |                   |                   |             |             |  |               |           |           |  |
|  | Teqüe               | 27               |                   |                   |             |             |  | Carrasco Polo | 25        |           |  |
|  |                     |                  |                   |                   |             |             |  | Carrasco Polo | 25        |           |  |
|  |                     |                  | Universitario (C) | 19                |             |             |  |               |           |           |  |
|  | Universitario (C)   | 13               | Universitario (C) | 19                |             |             |  |               |           |           |  |
|  | Universitario (C)   | 13               |                   |                   |             |             |  |               |           |           |  |
|  | Universitario (S)   | 6                |                   |                   |             |             |  |               |           |           |  |
|  | Universitario (S)   | 6                |                   | Universitario (C) | 30          |             |  |               |           |           |  |
|  |                     |                  |                   | Universitario (C) | 30          |             |  |               |           |           |  |
|  |                     |                  | Lawn Tennis       | 29                |             |             |  |               |           |           |  |
|  | Lawn Tennis         | 38               | Lawn Tennis       | 29                |             |             |  |               |           |           |  |
|  | Lawn Tennis         | 38               |                   |                   |             |             |  |               |           |           |  |
|  | Marabunta           | 14               |                   |                   |             |             |  |               |           |           |  |
|  | Marabunta           | 14               |                   |                   |             |             |  |               |           |           |  |
|  |                     |                  |                   |                   |             |             |  |               |           |           |  |

| Campeón Carrasco Polo |